# Hans-Joachim Seitz
Hans-Joachim Seitz (* 1940 in Hamburg) ist ein deutscher Mediziner und ehemaliger Hochschullehrer.

## Werdegang
Seitz studierte Medizin in Göttingen, Wien, Oxford (England) und Hamburg. Er promovierte 1968 im Institut für Physiologische Chemie des Universitätsklinikums Hamburg-Eppendorf (UKE) zum Fettstoffwechsel des Muskels, wo er sich ebenfalls im Fach Physiologische Chemie habilitierte. Zunächst war er von 9177 bis 1984 als Privatdozent, ab 1984 als Professor am Institut für Physiologische Chemie tätig. Ab 1978 war er Direktor der Abteilung für Biochemische Endokrinologie und zwischen 1990 und 1992 war er Direktor des Instituts für Physiologische Chemie. Dieses wurde 2003 in das neue Zentrum für Experimentelle Medizin eingegliedert und er wurde von 2003 bis zu seiner Emeritierung 2004 Direktor des Instituts für Biochemie und Molekularbiologie III. Seine Schwerpunkte in der Forschung waren Endokrinologie, Signaltransduktion, Stoffwechsel und Ernährung.
Seitz leitete über jeweils neun Jahre Forschungsprojekte in zwei aufeinanderfolgenden Sonderforschungsbereichen (Endokrinologie, Rezeptoren) der Deutschen Forschungsgemeinschaft (DFG-SFBs). Er war von 1996 bis 2006 Sprecher des DFG-Graduiertenkollegs GRK 336 für Molekulare Endokrinologie und Molekularen Stoffwechsel.
Nach der Wiedervereinigung transformierte er im Auftrag der DFG eines der größten Forschungsinstitute der ehemaligen DDR in das Deutsche Institut für Ernährungsforschung (DIfE) in Potsdam.
In Zusammenarbeit mit der Universität Zagreb organisierte Seitz ab 1997 in Zagreb Fortbildungsveranstaltungen zur Einführung in die Molekulare Medizin für junge Ärztinnen und Ärzte der Nachfolgestaaten Jugoslawiens.

## Auszeichnungen
- Corresponding Member of the Croatian Academy of Science and Art (HAZU) seit 1998[4]; Preis für herausragende Leistungen in der internationalen Hochschulzusammenarbeit 1995 des Bundesministers für Bildung, Wissenschaft, Forschung und Technologie; multiple Certificates of Merit (Medical Faculty Zagreb, 2014; Clinic Gastroenterology, Skopje 2008), Surgical Society Kosovo 2002, Honorary Membership of the Association Gastroenterohepatologists in BIH 2007.